# Herstellungsklage
Eine Herstellungsklage ist eine Klage eines Ehegatten gegen den anderen auf Herstellung und Verwirklichung der ehelichen Lebensgemeinschaft. Anspruchsgrundlage ist § 1353 BGB. Zuständig ist das Familiengericht (§ 98 FamFG). Das Urteil kann nicht vollstreckt werden (§ 120 Abs. 3 FamFG; bis 2009 § 888 Abs. 3 ZPO a. F.). Bis zur Einführung des Zerrüttungsprinzips 1977 konnte das Urteil aber als Grundlage für eine Klage auf Ehescheidung dienen, wenn sich ein Ehegatte nicht daran hielt. Heute hat die Herstellungsklage keine praktische Bedeutung mehr.